# Bastorps församling
Bastorps församling var en församling  i Lunds stift i nuvarande Malmö kommun. Församlingen uppgick tidigt i Glostorps församling.
Rester av kyrkan är knappt synbara.

## Administrativ historik
Församlingen har medeltida ursprung och uppgick tidigt i Glostorps församling.